# 나루터
나루터는 나룻배로 건너다니는 일정한 터를 말한다. 수심이 얕고 물의 흐름이 빠르지 않은 강이나 하천, 연안가에 있었다. 예전에는 주요한 교통 근거지였으나 다리가 많이 건설된 요즘에는 보기가 힘들어졌다.